# Хаусгауен
Хаусгауен (фр. Hausgauen) насеље је и општина у источној Француској у региону Алзас, у департману Горња Рајна која припада префектури Алткирх.
По подацима из 2011. године у општини је живело 420 становника, а густина насељености је износила 72,54 становника/km². Општина се простире на површини од 5,79 km². Налази се на средњој надморској висини од 315 метара (максималној 407 m, а минималној 302 m).

## Демографија
| 1962. | 1968. | 1975. | 1982. | 1990. | 1999. | 2011. |
| ----- | ----- | ----- | ----- | ----- | ----- | ----- |
| 263   | 269   | 285   | 326   | 351   | 381   | 420   |

График промене броја становника у току последњих година